# Delairea odorata
Pour les articles homonymes, voir Lierre.
Espèce
Classification phylogénétique
Delairea odorata, le séneçon grimpant ou lierre d'Allemagne, est une espèce de plante à fleurs de la famille des Asteraceae.

## Synonymes
- Senecio mikanioides Otto ex Walp[1].

## Distribution
Originaire d'Afrique du Sud, il est naturalisé dans de nombreuses régions au climat doux, comme la Californie.

### France
En France, il se rencontre sur la Côte d'Azur (Var) et dans le Finistère.

## Utilisations
- On l'utilise comme plante grimpante ornementale[1].

## Annexe